# Tsmljansk
Tsmljansk (ryska: Цимля́нск) är en stad i Rostov oblast i sydvästra Ryssland. Staden är belägen precis vid floden Don, cirka 25 kilometer norr om Volgodonsk. Tsmljansk hade år 2021 14 731 invånare med 35 069 i hela rajonen.